# Вполне регулярное пространство
Вполне регулярное пространство или тихоновское пространство — топологическое пространство, удовлетворяющее аксиомам отделимости T1 и T3½, то есть такое топологическое пространство, в котором все одноточечные множества замкнуты и для любого замкнутого множества и точки вне его существует непрерывная числовая функция, равная единице на множестве и нулю в точке (А. Н. Тихонов, 1930).

## Свойства
- Каждое тихоновское пространство регулярно.
- Подпространство тихоновского пространства — тихоновское.
- Произведение любого количества тихоновских пространств — тихоновское.
- Топологическое пространство является тихоновским тогда и только тогда, когда оно гомеоморфно подпространству тихоновского куба некоторого веса {\displaystyle m}.
- Топологическое пространство является тихоновским тогда и только тогда, когда оно имеет хаусдорфову компактификацию.
- Топология на пространстве {\displaystyle X} тихоновская тогда и только тогда, когда она порождается некоторой отделимой равномерностью.
- Каждое топологическое векторное пространство вполне регулярно.

## Примеры
Тихоновскими пространствами являются:
- Нормальные пространства, в частности метрические пространства
- Локально компактные хаусдорфовы пространства
- Топологические группы, удовлетворяющие аксиоме отделимости T0, в частности топологические векторные пространства
- Пространства ординалов с порядковой топологией
- Плоскость Немыцкого — пример тихоновского пространства, не являющегося нормальным